# 밀레니엄 포스

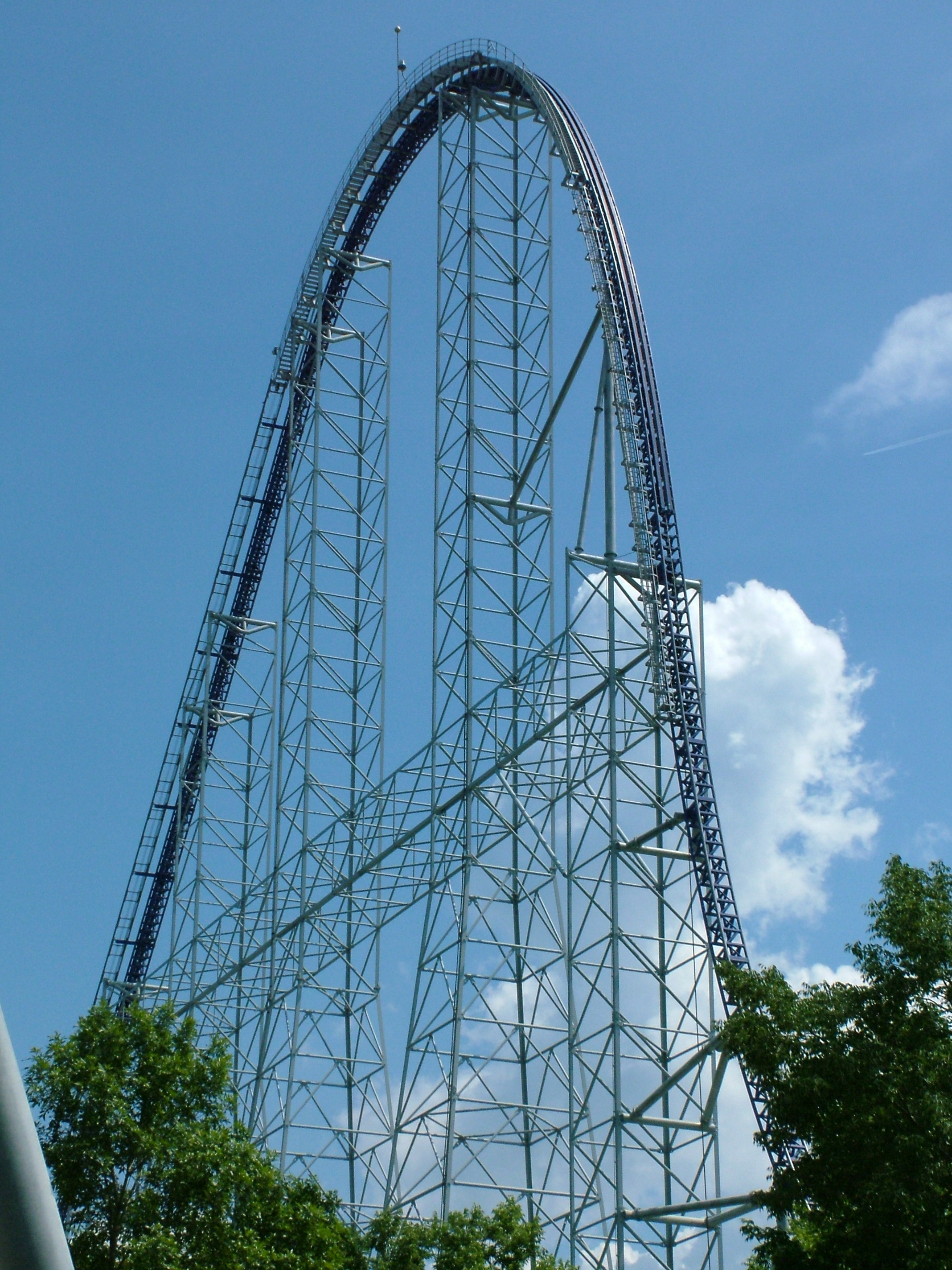
밀레니엄 포스의 모습

밀레니엄 포스(영어: Millennium Force)는 미국 오하이오주 샌더스키에 있는 철제 롤러코스터이다. 인타민이 제조한 이 롤러코스터는 2000년에 개장했을 때 14번째 롤러코스터였으며, 1964년 블루스트라이크가 개장했을 때로 거슬러 올라간다. 밀레니엄 포스는 5개의 세계 기록을 깨고 세계 최초의 기가 코스터로, 인타민과 시더 포인트가 만든 용어로서 높이가 300피트(91m)를 넘고 전체 회로를 완성하는 롤러 코스터를 나타낸다. 스틸 드래곤 2000이 같은 해 후반에 개장하기 전까지 세계에서 가장 높고 빨랐다. 이 놀이기구는 킹스 아일랜드의 비스트와 캐로윈즈의 퓨리 325에 이어 북미에서 세번째로 긴 롤러코스터이기도 하다.